# Dolichallabes microphthalmus
Dolichallabes microphthalmus – gatunek słodkowodnej ryby sumokształtnej z rodziny długowąsowatych (Clariidae), z monotypowego rodzaju Dolichallabes, dla którego jest gatunkiem typowym. Poławiany w celach konsumpcyjnych.

## Zasięg występowania
Dorzecze Kongo w Afryce. Przebywa w strefie dennej.

## Charakterystyka
Dorasta do 25 cm długości całkowitej (TL). Aktywny głównie w nocy. W ciągu dnia ukrywa się wśród skał strefy brzegowej lub wśród korzeni i gałęzi drzew na brzegach jezior i rzek. Gatunek wszystkożerny, żeruje głównie na małych organizmach wodnych i ich larwach.